# 新顿涅茨凯市镇
新顿涅茨凯镇级市镇（烏克蘭語：Новодонецька селищна громада），是乌克兰顿涅茨克州克拉马托尔斯克区的一个市镇，行政中心为新顿涅茨凯。市镇面积为284.8平方公里，人口数量为10,855人（2020年）。

## 居民点
该市镇包括一个市级镇（新顿涅茨凯）、17个村庄和两个乡村居民点。